# Tyska Olympiska Hederstecknet

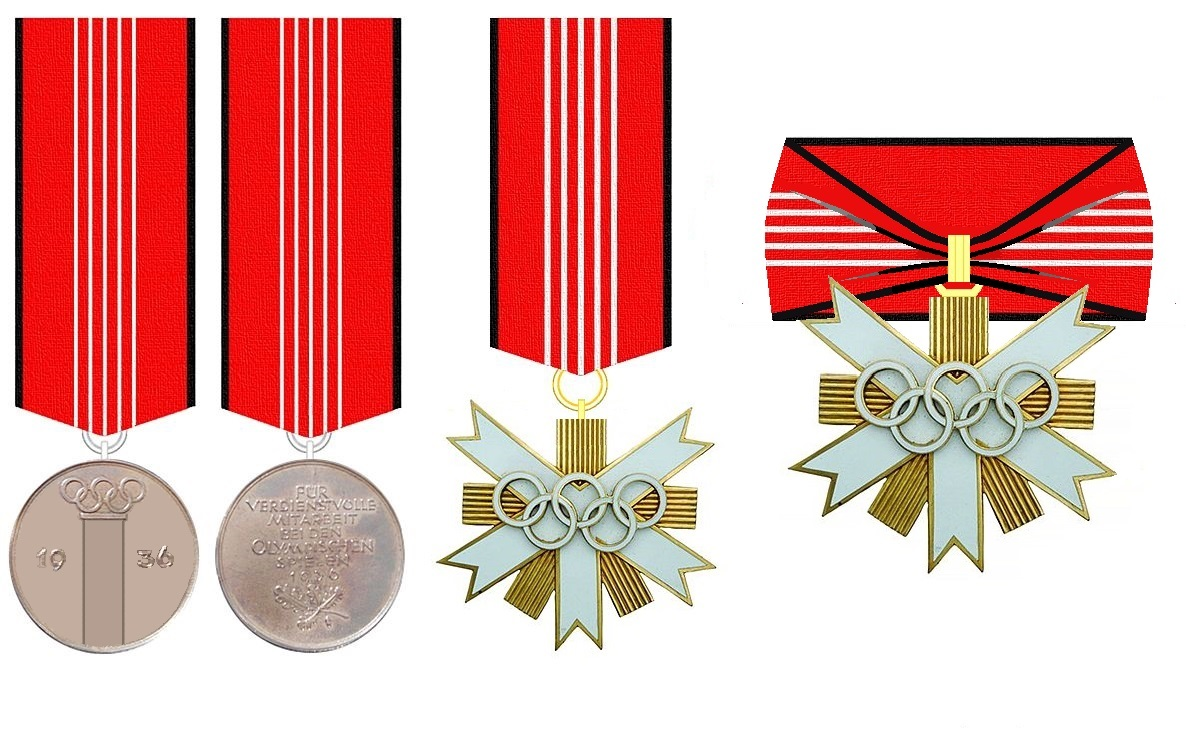
Tyska Olympiska Hederstecknet

Tyska Olympiska Hederstecknet (tyska Deutsche Olympia-Ehrenzeichen) var en civil utmärkelse i Nazityskland. Den förlänades personer som gjort särskilda administrativa och organisatoriska insatser vid Olympiska vinterspelen i Garmisch-Partenkirchen och Olympiska sommarspelen i Berlin 1936.

## Webbkällor
- ”Deutsches Olympia Ehrenzeichen Erster Klasse” (på engelska). TracesOfWar. Stichting Informatie Wereldoorlog Twee. https://www.tracesofwar.com/awards/1791/Deutsches-Olympia-Ehrenzeichen-Erster-Klasse.htm. Läst 31 maj 2013.